# Lampo (destroyer, 1931)
Pour les articles homonymes, voir Lampo (destroyer).
Le Lampo (fanion « LP ») était un destroyer italien de la classe Folgore lancé en 1931 pour la Marine royale italienne (en italien : Regia Marina). 

## Conception et description
Les destroyers de la classe Folgore étaient essentiellement des copies de la classe précédente Freccia, bien que leur largeur ait été réduite dans une tentative infructueuse d'améliorer leur vitesse par rapport à celle des navires précédents. 
Les Folgore avaient une longueur totale de 96,05 mètres, une largeur de 9,2 mètres et un tirant d'eau moyen de 3,3 mètres et de 4,3 mètres à pleine charge. Ils déplaçaient 1 238 tonnes métriques (1 218 tonnes longues) à charge normale et 2 090 tonnes métriques (2 060 tonnes longues) à pleine charge. Leur effectif en temps de guerre était de 185 officiers et hommes de troupe.
Les Folgore étaient propulsés par deux turbines à vapeur à engrenages Belluzzo, chacune entraînant un arbre d'hélice à l'aide de la vapeur fournie par trois chaudières Thornycroft. Les turbines étaient conçues pour produire 44 000 chevaux-vapeur sur l'arbre (33 000 kW) et une vitesse de 30 nœuds (56 km/h) en service, bien que les navires aient atteint des vitesses de 38-39 nœuds (70-72 km/h) pendant leurs essais en mer alors qu'ils étaient légèrement chargés. Ils transportaient suffisamment de fioul pour avoir une autonomie de 3 600 milles nautiques (6 700 km) à une vitesse de 12 nœuds (22 km/h).
Leur batterie principale se composait de quatre canons de 120 mm calibre 50 modèle 1926 (Cannone da 120/50 A Modello 1926) dans deux tourelles jumelées, une à l'avant et une à l'arrière de la superstructure. La défense antiaérienne des navires de la classe Folgore était assurée par une paire de canons anti-aériens de 40 mm calibre 39 pom-pom, montés sur des supports simples au milieu du navire et une paire de supports doubles pour des mitrailleuses Breda modèle 1931 de 13,2 mm. Ils étaient équipés de six tubes lance-torpilles de 533 millimètres dans deux supports triples au milieu du navire. Bien que les navires ne soient pas dotés d'un système de sonar pour la lutte anti-sous-marine, ils sont équipés d'une paire de lanceurs de grenades sous-marines. Les Folgores peuvent transporter 52 mines.

## Construction et mise en service
Le Lampo est construit par le chantier naval Bacini & Scali Napoletani de Naples en Italie, et mis sur cale le 30 janvier 1930. Il est lancé le 26 juillet 1931 et est achevé et mis en service le 13 août 1932. Il est commissionné le même jour dans la Regia Marina.

## Histoire du service
Une fois en service, le Lampo est affecté au VIIIe escadron de destroyers, avec ses navires-jumeaux (sister ships) Folgore, Fulmine et Baleno.
À l'automne 1936, il participe à la guerre civile espagnole,.
Le 23 novembre 1938, il est accidentellement éperonné par le croiseur lourd Pola lors d'un exercice: les deux navires sont sérieusement endommagés et le Lampo perd sa proue, avec quelques victimes à bord. Les travaux de réparation durent jusqu'au 22 mai 1939.
À 14h10 le 7 juillet 1940, il quitte Tarente avec ses navires-jumeaux, les cuirassés Giulio Cesare et Conte di Cavour et le VIIe escadron de destroyers (Freccia, Dardo, Saetta, Strale) pour soutenir un convoi vers la Libye (composé des transports de troupes Esperia et Calitea, des navires à moteur Marco Foscarini, Francesco Barbaro et Vettor Pisani, escortés par les torpilleurs Orsa, Procione, Orione, Pegaso, Abba et Pilo). 
Cette formation a ensuite rejoint les 1re et 2e escadre navale, participant à la bataille de Punta Stilo le 9 juillet,.
Au début de 1941, il subit quelques travaux de modification, qui impliquent le débarquement de toutes les mitrailleuses préexistantes et leur remplacement par 6 mitrailleuses de 20 mm
Le 5 mars, il appareille de Naples en escortant, avec les destroyers Folgore, da Noli, Vivaldi et Malocello, les transports allemands Ankara, Reichenfels, Marburg et Kybfels. Après une escale à Palerme le 8, le lendemain le convoi continue vers la Libye.
Le 12 mars, il appareille de Tripoli pour escorter, avec son navire-jumeau Fulmine, les navires marchands Arcturus et Wachtfels vers Naples. Le convoi atteint sa destination le 14.
Le 27 mars, il fait partie de l'escorte d'un convoi qui est attaqué par le sous-marin britannique HMS Utmost (N19): le vapeur allemand Heraklea est coulé, un autre, le Ruhr, est touché mais reste à flot. 

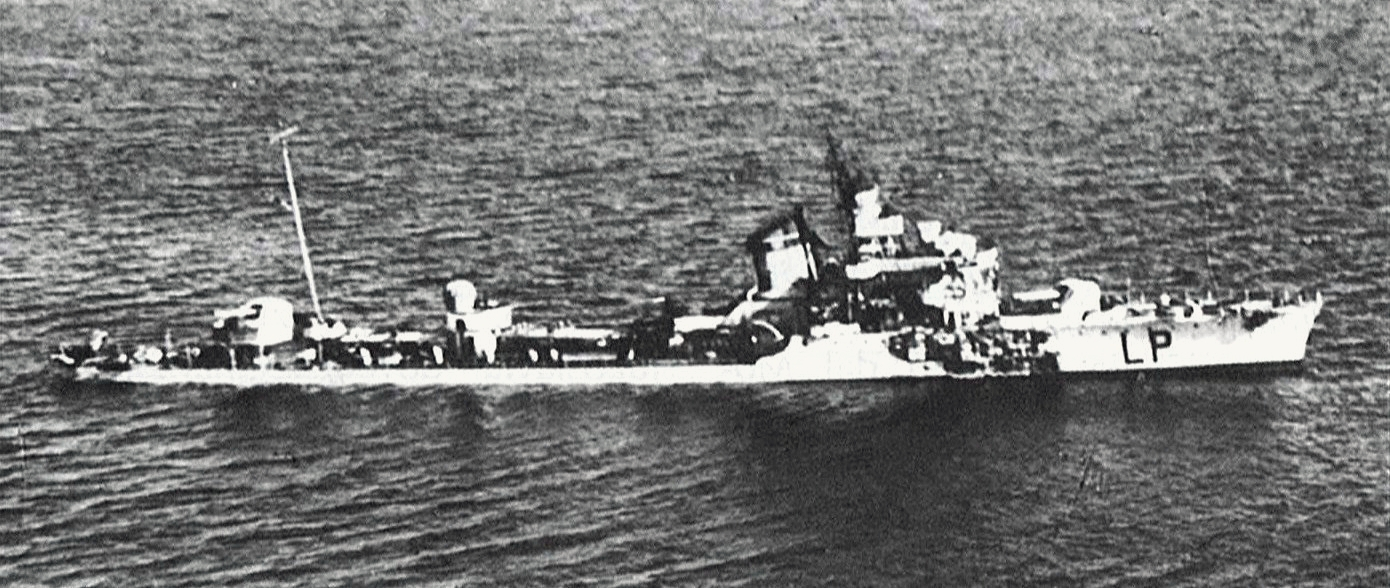
Le destroyer Lampo s'est échoué après une action avec les destroyers de la Royal Navy de la 14e flottille aux premières heures du 16 avril 1941, alors que le navire de guerre italien escortait un convoi de l'Axe avec des troupes allemandes vers Tripoli.

Dans la soirée du 13 avril, il quitte Naples sous le commandement du capitaine de corvette (capitano di corvetta) Enrico Marano pour escorter jusqu'à Tripoli, avec les destroyers Lampo et Tarigo, le convoi "Tarigo", composé des vapeurs Arta, Adana, Aegina, Iserlohn et Sabaudia, avec une cargaison de munitions, de carburant, de véhicules, de chars, de troupes et d'équipements pour l'Afrika Korps,,. Dans la nuit du 14 au 15, le convoi est dispersé par le mauvais temps. Reconstitué, il est ensuite repéré par des avions de reconnaissances britanniques,. A 2h20 le 16 avril, alors qu'il se trouve à proximité des hauts-fonds de Kerkennah (côte tunisienne), le convoi est attaqué par surprise par les destroyers britanniques HMS Jervis (F00), HMS Janus (F53), HMS Nubian (F36) et HMS Mohawk (F31). Dans le violent affrontement qui s'ensuit, le Tarigo, le Sabaudia, le Aegina et le Iserlohn coulent, ainsi que le navire britannique HMS Mohawk (torpillé par le Tarigo). Le Arta, le Adana et le Baleno, réduits à l'état d'épaves flottantes, finissent par s'échouer sur les hauts-fonds,,. Au début du combat, le Lampo, qui se dirigeait latéralement vers le convoi, est le premier navire à subir les tirs des navires britanniques. Il n'a le temps de tirer que trois salves et de lancer quelques torpilles sans succès, puis il est touché plusieurs fois avec des effets dévastateurs. La cheminée est déchirée par un obus, un autre obus détruit le complexe de canons de 120 mm de poupe , d'autres obus touchent les chaudières et ouvrent des trous dans la coque, faisant un massacre dans l'équipage,,,,,. Dévoré par les flammes, le Lampo s'échoue, vers cinq heures, à 6,5 milles nautiques (12 km) par 228° de la bouée n° 3 des hauts-fonds de Kerkennah. Les dépôts de munitions sont inondés pour éviter l'explosion et le navire, couché sur le fond (le pont émerge encore de l'eau, quoique légèrement) est abandonné par les survivants,: 64 sur un équipage de 205 hommes.
Le 4 juillet, le navire de sauvetage Epomeo s'approche de l'épave du destroyer et récupéré les nombreux corps restés à bord, leur offrant une sépulture en mer.
Le 8 août, les travaux de récupération du Lampo commencent et trois jours plus tard, le navire peut être amarré et remorqué à Palerme par le navire de sauvetage Artiglio II,,. Remorqué ensuite à Naples, puis à La Spezia, dernière escale à Gênes où il entre au bassin et subit des travaux de réparation qui durent du 21 septembre 1941 au 18 mai 1942. A cette occasion, le navire est équipé d'une installation de mitrailleuses jumelles de 20 mm.
En septembre 1942, il escorte trois convois. Le premier, à destination de Tobrouk, est formé par les navires à moteur Ankara et Sestriere, le deuxième, à destination de Suda, est formé par le pétrolier Proserpina, et le troisième est formé par les navires à moteur Unione et Francesco Barbaro. Ce dernier est torpillé par le sous-marin britannique HMS Umbra (P35) et, malgré une tentative de remorquage, brûle et coule au large de Navarin.
À minuit le 12 octobre, il appareille de Corfou en escortant, avec le torpilleur Partenope, le navire à moteur moderne Foscolo. Les trois unités rejoignent un convoi (le navire à moteur D'Annunzio escorté par les destroyers Folgore et da Recco et les torpilleurs Ardito et Clio) et atteignent le port le 14 sans encombre, malgré des attaques aériennes continues qui sont repoussées par le feu des canons à bord. Le Lampo et les autres escortes partent dans la journée et escortent ensuite les navires à moteur Sestriere et Ruhr sur le chemin du retour, sans être attaqués.
Les 28 et 29 novembre 1942, sous le commandement du capitaine de corvette Antonio Cuzzaniti, il escorte de Tarente à Palerme, avec le destroyer da Recco, le vapeur Anna Maria Gualdi et le pétrolier Giorgio. Le Gualdi doit revenir à cause d'une panne dans la salle des machines, tandis que les trois autres unités atteignent Palerme indemnes, malgré une attaque de bombardiers-torpilleurs dans la nuit du 28 au 29.
A neuf heures du matin du 1er décembre, il appareille de Palerme pour escorter vers Tunis, avec le torpilleur Climene, le pétrolier à moteur Giorgio, chargé d'essence. Ce navire, cependant, est frappé par le tir d'un avion et prend feu, mais l'incendie, après quelques heures, peut être contenu et le Lampo fait échouer le navire près de Trapani, d'où le Giorgio est ensuite remorqué à Palerme,.
Le jour suivant, il est envoyé (avec les destroyers da Noli et Pigafetta et le torpilleur Partenope) au banc de Skerki (canal de Sicile) pour sauver les survivants des navires coulés dans le combat (Bataille du banc de Skerki qui a lieu entre le convoi " H " et la Force Q britannique.
Le 28 décembre, il escorte le navire à moteur allemand Gran, qui est torpillé par le sous-marin britannique HMS Ursula (N59). Le Lampo ne peut sauver que les survivants.
Le 17 février 1943, il fait partie de l'escorte du navire à moteur Col di Lana lorsque celui-ci est coulé par des bombardiers-torpilleurs. Il ne peut pas sauver les survivants car il est continuellement attaqué (le navire de sauvetage Capri se charge de cette tâche).
Le 22 février, il sauve les survivants du navire à vapeur allemand Gerd, coulé par un avion près du banc de Skerki.
Le 30 avril, à onze heures du matin, il appareille de Trapani sous le commandement du capitaine de corvette Loris Albanese, pour transporter 52 tonnes de munitions (arrimées à l'avant et à l'arrière) à Tunis. Attaqué par des avions, il est touché par plusieurs bombes et incendié, secoué par des explosions, avec des dizaines de victimes à bord,,,,. Les dépôts de munitions sont inondés pour éviter qu'ils n'explosent mais, la gîte augmentant, il faut abandonner le navire, qui est achevé peu après par une seconde attaque aérienne, coulant à 19h12 à 6 milles nautiques (11 km) par 280° de Ras Mustafà sur la côte tunisienne,,.
Soixante hommes sur les 213 qui composent l'équipage du navire disparaissent dans la mer,.
Le Lampo avait effectué un total de 137 missions de guerre (3 avec des forces navales, 10 de lutte anti-sous-marine, 62 d'escorte de convois, 10 d'entraînement et 52 de transfert ou autre), couvrant 36 651 milles nautiques (67 877 km) et passant 502 jours en navigation.

### Commandement
Commandants
- Capitaine de corvette (capitano di corvetta) Guglielmo Bolla (né à Bari le 28 février 1899) (1934)
- Capitaine de corvette (capitano di corvetta) Mario Mastrangelo (né à La Spezia le 10 janvier 1900) (1936)
- Capitaine de frégate (capitano di fregata) Francesco Ruta (né à Aversa le 3 mars 1899) (novembre 1937 - novembre 1938)
- Capitaine de corvette (capitano di corvetta) Luigi Guida (né à Naples le 29 octobre 1904) (février 1940 - janvier 1941)
- Capitaine de corvette (capitano di corvetta) Enrico Marano (né à Cittaducale le 3 octobre 1903) (janvier 1941 - 16 avril 1941)
- Capitaine de corvette (capitano di corvetta) Antonio Cuzzaniti (né à La Spezia le 23 janvier 1908) (15 avril - 16 décembre 1942)
- Capitaine de corvette (capitano di corvetta) Loris Albanese (né à Giuncarico le 17 décembre 1907) (17 décembre 1942 - 30 avril 1943)

### Source
- (it) Cet article est partiellement ou en totalité issu de l’article de Wikipédia en italien intitulé « Lampo (cacciatorpediniere 1932) » (voir la liste des auteurs).